# W samoje sierdce
W samoje sierdce (ros. В самое сердце) – utwór rosyjskiego piosenkarza Siergieja Łazariewa, wydany 13 września 2013 roku pod szyldem wytwórni Sony Music. Piosenkę napisał Аleksandr Pienkin. 
Oficjalny teledysk do piosenki miał swoją premierę 5 grudnia 2013 roku w serwisie YouTube. Za reżyserię klipu odpowiada Konstantin Czeriepkow. Wideo osiągnęło wynik ponad 5 mln wyświetleń. Singiel dotarł do 8. miejsca krajowej listy przebojów.

## Lista utworów
- Digital download[4]

1. „W samoje serdce” – 4:00

## Notowania na listach przebojów
| Kraj  | Lista (2013)           | Najwyższe miejsce |
| ----- | ---------------------- | ----------------- |
| Rosja | Top-Hit Weekly General | 8                 |